# Chi Cá kèn
Chi Cá kèn (danh pháp khoa học: Aulostomus) là một chi cá biển, chỉ bao gồm 3 loài cá thuôn dài hình ống, chuyên biệt hóa cao. Nó cũng là chi duy nhất của họ Cá kèn (Aulostomidae). Các loài cá kèn là thành viên của bộ Syngnathiformes, cùng với cá ngựa và các loài cá mõm ống có hình dáng tương tự và có quan hệ họ hàng gần.

## Từ nguyên
Tên chi Aulostomus có nguồn gốc từ tiếng Hy Lạp αὐλός (aulós) nghĩa là nhạc cụ như sáo hay tiêu và στόμα (stóma) nghĩa là miệng; để nói tới miệng hình ống của các loài trong chi này.

## Phân bố
Các loài cá kèn được tìm thấy trong các vùng biển nhiệt đới rộng kháp trên thế giới, với 2 loài trong Đại Tây Dương và 1 loài trong Ấn Độ Dương-Thái Bình Dương. Chúng chủ yếu là cá sống gần đáy cạnh các bãi đá ngầm, trong đó ít nhất một loài dường như ưa thích các vùng biển với nền móng đá. . Thường xuất hiện trên các bãi đá ngầm cùng với các loài cá ăn cỏ to lớn hơn hoặc theo hướng đầu chúi xuống, chúng giống như thợ săn phục kích các loài cá nhỏ và động vật giáp xác.

## Các loài
Hiện tại người ta công nhận 3 loài trong chi và họ:
- Aulostomus chinensis (Linnaeus, 1766) - Cá kèn Trung Quốc.
- Aulostomus maculatus Valenciennes, 1841 - Cá kèn Tây Đại Tây Dương.
- Aulostomus strigosus Wheeler, 1955 - Cá kèn Đông Đại Tây Dương.

## Đặc điểm
Chúng là các loài cá tương đối lớn đối với cá bãi đá ngầm, với chiều dài tổng cộng trong khoảng 75–100 xentimét (30–39 in). Thân cá kèn thuôn dài, cứng và hình ống, ép dẹp, có vảy. Hàm dưới với râu mọng thịt ở chóp. Vây lưng và vây đuôi của chúng nằm gần đuôi, trong đó các tia gai vây lưng riêng rẽ vươn tới đoạn giữa về phía đầu. Một loạt 8-12 tia gai vây lưng riêng biệt trước vây lưng mềm với 23-28 tia mềm. Vây hậu môn 25-28 tia vây. Hậu môn và chậu xa nhau. Vây đuôi thuôn tròn. Đường bên phát triển tốt. Các đốt sống phần bụng với 2 mở rộng sang bên bằng nhau. Hệ cơ của cơ thể được hỗ trợ bởi các thanh giằng bằng xương đan xen nhau. Tổng số đốt sống 59-64: bụng 24-26 và đuôi 35-38. Tương tự như hầu hết các thành viên của bộ Syngnathiformes, thân cá kèn không linh hoạt, được hỗ trợ bởi các thanh xương giằng giữ đan xen. Một đặc điểm khác biệt của họ này là ở chỗ chúng có mõm dài hình ống kết thúc với các hàm hơi khó phân biệt. Các thành viên trong họ này có khả năng mở rộng hàm nhanh chóng để ngoác miệng thành hình tròn gần bằng đường kính của thân khi chúng ăn. Cá đẻ trứng, đơn tính suốt đời, với trứng cá trôi nổi trên biển khơi.
Aulostomidae là các loài cá chủ yếu ăn thịt. Chúng rình rập con mồi bằng cách lơ lửng gần như bất động chỉ vài cm trên bề mặt chất nền, nhích dần về phía con mồi đang không ngờ vực gì. Sau khi đủ gần, chúng nhanh chóng lao vào và mở rộng hàm nhanh chóng. Việc mở rộng cái miệng giống như ống của chúng liên tiếp và nhanh tạo ra lực hút mạnh, hút con mồi thẳng vào miệng chúng. Aulostomidae được biết là hầu như chỉ ăn các loài cá nhỏ bãi đá ngầm bơi thành đàn.

## Sử dụng
Các loài cá này không có giá trị thương mại trong ngư nghiệp, nhưng đôi khi cũng được tìm thấy trong mua bán cá dành cho bể thủy sinh. Mặc dù không phải là cá cảnh phổ biến, nhưng chúng là thông thường tới mức có một vài website cung cấp chỉ dẫn về việc nuôi nhốt chúng.